# Buřina jablečníkovitá

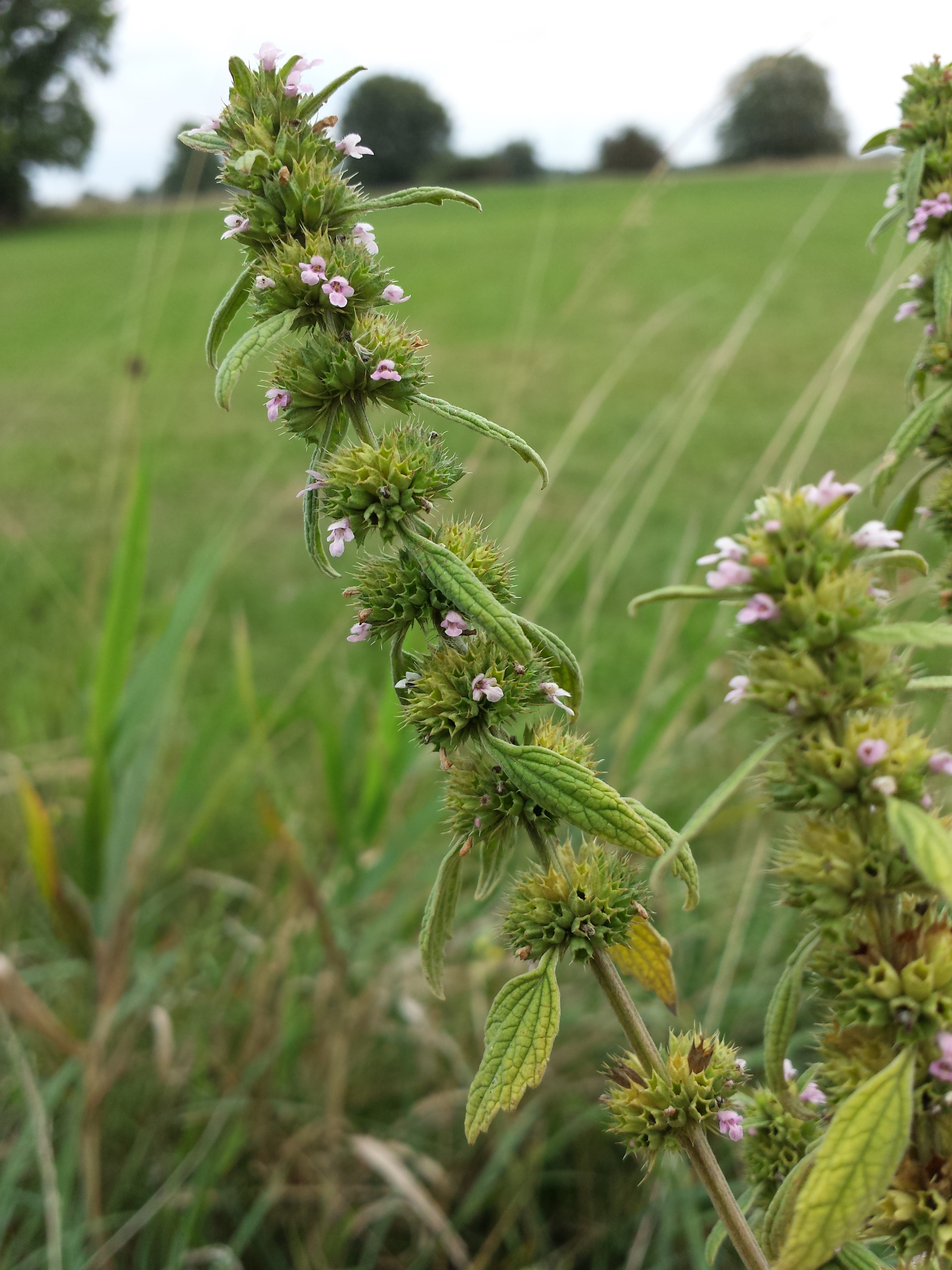
Lodyha

Buřina jablečníkovitá (Chaiturus marrubiastrum) je okolo půl metru vysoká planě rostoucí rostlina, jediný druh rodu buřina. V minulosti byla součásti rodu srdečník (Leonurus), z kterého byla vydělena pro své odlišnosti; např. nemá v korunní trubce prstenec chlupů a nemá chromozomové číslo n = 9, ale n = 12.

## Rozšíření
Rostlina je původní druh v mnoha zemích střední, jižní a východní Evropy a dále v Asii na Sibiři, severním Kavkazu, ve Střední Asii i severní Číně. Druhotně se rozšířila do severních oblasti Evropy a do Severní Ameriky.
V České republice se vyskytuje hlavně na teplých místech v planárním a kolinním stupni na jižní a střední Moravě. V Čechách se sice také objevuje, zvláště v Polabí a na severozápadě, tam však není původním druhem a její výskyt je pouze druhotný. Ojediněle roste i na severu Moravy, kde navazuje na výskyt v polském Slezsku.

## Ekologie
Roste na hlinitých nebo jílovitých půdách s dostatkem vápníku, které mohou být i mírně zasolené. Objevuje se na nížinných loukách a pastvinách, po okrajích lesů i podél cest, stejně jako na rumištích a dalších místech narušených lidskou činností. Vyskytuje se na plném slunci i v polostínu, v závislosti na úrodnosti půdy a množství vláhy se jednotlivé rostliny mohou značně lišit ve své výšce. Ploidie druhu 2n = 24. Listy jsou hořké a proto nebývá spásána býložravci.

## Popis

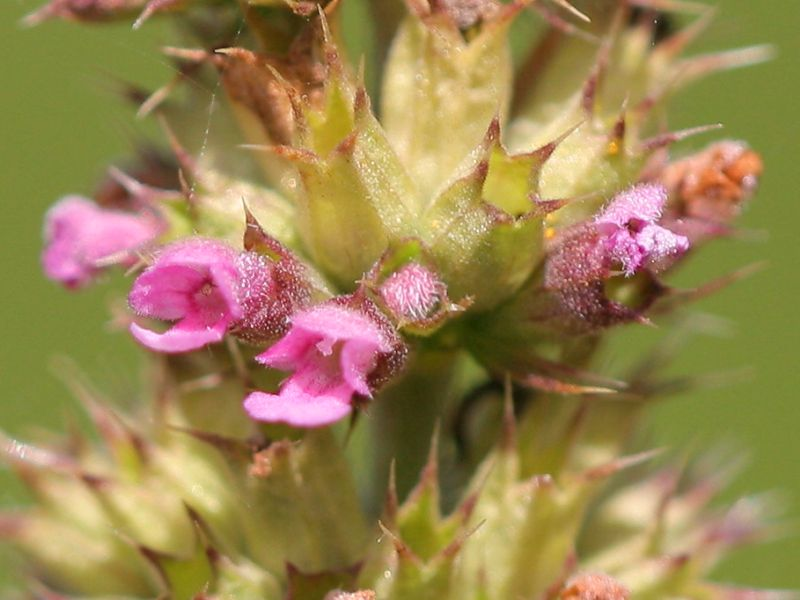
Květy

Jednoletá nebo dvouletá bylina s odspodu ostře větvenou lodyhou, vysokou 30 až 80 cm, vyrůstající z dlouhého, tenkého kořene. Lodyha je chlupatá, přímá a téměř čtyřhranná a porůstá vstřícnými, křížmostojnými listy s krátkým řapíky. Čepele listů jsou téměř okrouhlé, 2 až 6 cm dlouhé a 1 až 3 cm široké, po obvodě hrubě vroubkované, na konci špičaté, svrchu lysé a naspodu slabě chlupaté. Výše na lodyze přecházejí listy v listeny podobného tvaru.
Dlouhé, přerušované květenství je tvořeno několika lichopřesleny, které jsou navzájem 3 až 5 cm vzdálené. Bývají tvořeny deseti a více drobnými, oboupohlavnými, do 7 mm velkými narůžovělými květy, které mají kratičké stopky vyrůstající z paždí úzkých listenů. Květ je tvořen zvonkovitým, asi 5 mm dlouhým, světlezeleným kalichem s pěti trojúhelníkovitými lístky a přímou trubkou. Koruna je dvoupyská, bledě růžová, její horní pysk je vejčitý, skloněný a menší než třílaločný spodní. V květu jsou čtyři tyčinky s nitkami o stejné délce a pestík se čtyřdílným semeníkem a dvoulaločnou bliznou.
V červenci a srpnu kvete současně několik květů ve více lichopřeslenech, opylovány jsou hmyzem. Plody jsou hnědé, ostře trojhranné, asi 2 mm dlouhé tvrdky.

## Ohrožení
Početní stavy buřiny jablečníkovité, byliny bez zjevného ekonomického významu, stále klesají a rostlina se stává v české krajině vzácnější a vzácnější. Byla proto na podporu záchrany zařazena v "Červeném seznamu cévnatých rostlin České republiky, třetí vydání" mezi silně ohrožené druhy (C2b).